# Помста Снігової королеви
«Помста Снігової королеви» (англ. The Snow Queen's Revenge) — британський мультиплікаційний фільм 1996 року режисера Мартіна Гейтса. Він є продовження мультфільму 1995 року «Снігова королева», на відміну від першої частини головного персонажа озвучила Джулія Мак-Кензі, замінивши Гелен Міррен. Над анімацією працювала компанія Fil-Cartoons Маніла, Філіппіни, яка належала американській студії Hanna-Barbera.
Переможена в першій частині, зла Снігова королева повертається до життя, маючи намір помститися тим, хто зруйнував її плани заморозити та правити світом. Юна Еллі та її найкращі друзів мають зупинити її знову.

## Сюжет
Сюжет починається з того місця, де закінчився попередній фільм. Коли зла Снігова королева була переможена, летючий олень повертається в село разом з Еллі, її братом Томом і горобцем. Майже весна.
Повернувшись до палацу Снігової королеви, її тепер уже непідконтрольні три тролі готуються до того, щоб олень відвіз Фреду до льотної школи та повернувся до тролів. Коли трійця намагається розібратися, куди йти, кажани королеви беруть її чарівний посох і кладуть їй в руку, вона розморожується, щойно олень повертається. Розлючена королева вирішує викрасти тварину, щоб Еллі прийшла до неї, і вона зможе помститися. Снігова королева їде з оленем і трьома тролями на Південний полюс, оскільки на Північному полюсі занадто тепло.
Снігова королева зв'язується з Еллі та повідомляє їй, що олень у неї. Еллі не знає, де шукати Королеву, тому горобець відводить її до Бренди, пташки, про яку кажуть, що вона знає все. Тим часом королева у своєму палаці, розташованому на замерзлому вулкані, замикає оленя в темниці поруч зі своїм злим оленем, який намагається увірватися до нього, щоб з'їсти. Бренда веде Еллі, вони заглядають до Південного полюса, де зупиняються в ресторані, щоб перекусити. Власник закладу — жадібна людиноподібна свиня та прислужники схоплюють Бренду, щоб приготувати її. Еллі та горобець зупиняють їх і рятуються, руйнуючи ресторан.
Снігова королева починає роботу над останньою частиною свого плану, створюючи летюче магічне чудовисько, яке вона назвала Кригозавр. Тим часом Еллі засинає, та падає з горобцем в океан, де їх підбирає на кораблі людиноподібний морж, Клайв і його партнерка Ровена. З розповіді Еллі та горобця моржі розуміють, що Королева намагається заманити їх. Клайв і Ровена виявляються мисливцями за головами, які планують віддати Еллі королеві за велику винагороду. Бренда розуміє, що вона відстала, повертається та рятує друзів.
Бренда, Еллі та горобець прибувають на Південний полюс, але Кригозавр заморожує Бренду. Еллі та горобець знаходять чарівний талісман, який перетворюється на солянку, яка допомагає розморозити Бренду. Бренда самостійно шукає придатне місце для зльоту. Еллі з горобцем стикаються з двома людиноподібними пінгвінами, які прибирають палац для Снігової королеви, а Еллі вдається їх захопити за допомогою пристрою. Вони визволяють свого оленя, а королівського замикають. Група намагається втекти, але олень занадто слабкий, щоб літати. Королева та Кригозавр атакують їх, пристрій стає своєрідним щитом. Крижаний промінь ранить Кригозавра, його падіння спричиняє виверження вулкана. Бренда рятується від потоку лави, доставивши Еллі, горобця та оленя в безпечне місце. Охоплена панікою королева намагається втекти, але не може вибратися зі свого палацу, який руйнується. Вона падає в лаву.
Четвірка повертається додому, тролі та пінгвіни королеви спостерігають за руйнуванням палацу. Завершальна сцена показує, що Снігова королева пливе через річку розплавленої магми, її тіло виглядає неушкодженим, але тепер перетворилося на камінь, і вона все ще тримає свій чарівний посох. Як і в кінці першого фільму, її очі зловісно світяться перед початком титрів.

## Актори озвучення
| Актор            | Роль                               |
| ---------------- | ---------------------------------- |
| Джулія Маккензі  | Снігова королева, Фреда та власник |
| Еллі Бівен       | Еллі                               |
| Гері Мартін      | олень                              |
| Г'ю Лорі         | горобець                           |
| Елізабет Спріггс | Бренда                             |
| Тім Гілі         | Ерік                               |
| Колін Марш       | Баггі                              |
| Патрік Барлоу    | Клайв                              |
| Імелда Стонтон   | Ровена та Ельспет                  |
| Елісон Стедман   | Перл                               |

## Випуск
Фільм випустили на DVD за сприяння UCA Catalogue у 2004 році, а потім як спільне видання у 2005 році. До цього, у 1997 році, він виходив на VHS за сприяння First Independent Films та у 1998 році його випустила компанія Warner Bros.